# Anomalochela bicolor
Anomalochela bicolor är en skalbaggsart som beskrevs av Brenske 1892. Anomalochela bicolor ingår i släktet Anomalochela och familjen Melolonthidae. Inga underarter finns listade i Catalogue of Life.